# Seznam krajev Unescove svetovne dediščine v Tadžikistanu
Napaka Lua v Modul:Location_map/multi v vrstici 27: Navedena lokacijska karta ne obstaja. Niti "Modul:Location map/data/Tajikistan" niti "Predloga:Lokacijska karta Tajikistan" ne obstajata.
Organizacija Združenih narodov za izobraževanje, znanost in kulturo (UNESCO) razglaša območja svetovne dediščine izjemne univerzalne vrednosti za kulturno ali naravno dediščino, ki so jih nominirale države podpisnice Konvencije Unesca o svetovni dediščini, ustanovljene leta 1972. Kulturna dediščina je sestavljena iz spomenikov (kot so arhitekturna dela, monumentalne skulpture ali napisi), skupin stavb in najdišč (vključno z arheološkimi najdišči). Naravne značilnosti (ki jih sestavljajo fizične in biološke formacije), geološke in fiziografske formacije (vključno z habitati ogroženih vrst živali in rastlin) ter naravna najdišča, ki so pomembna z vidika znanosti, ohranjanja narave ali naravne lepote, so opredeljena kot naravna dediščina. Od leta 2025 ima Tadžikistan na seznamu pet najdišč.

## Območja svetovne dediščine
UNESCO uvršča območja pod deset kriterijev; vsak vpis mora izpolnjevati vsaj enega od kriterijev. Kriteriji od i do vi so kulturni, kriteriji od vii do x pa naravni.
| Ime                                             | Slika | Lokacija (regija)                                                 | Leto vpisa                  | Kriterij | Opis |
| ----------------------------------------------- | ----- | ----------------------------------------------------------------- | --------------------------- | -------- | --- |
| Protourbano najdišče Sarazm                     |       | Sughd                                                             | 1141; ii, iii (kulturno)    | 2010     | Sarazm, kar pomeni »kjer se začne dežela«, je arheološko najdišče, ki priča o razvoju človeških naselij v Srednji Aziji od 4. tisočletja pr. n. št. do konca 3. tisočletja pr. n. št. Ruševine kažejo na zgodnji razvoj protourbanizacije v tej regiji. To središče naselij, eno najstarejših v Srednji Aziji, leži med gorato regijo, primerno za rejo goveda nomadskih živinorejcev in veliko dolino, ki je bila ugodna za razvoj kmetijstva in namakanja prvih naseljenih prebivalcev v regiji. Sarazm dokazuje tudi obstoj komercialnih in kulturnih izmenjav ter trgovinskih odnosov z ljudstvi na obsežnem geografskem območju, ki se razteza od step Srednje Azije in Turkmenistana do iranske planote, doline Inda in vse do Indijskega oceana. |
| Narodni park Tadžik                             |       | Okrožja pod jurisdikcijo centralne vlade in regija Gorno-Badahšan | 1252; vii, viii (naravno)   | 2013     | Narodni park Tadžik obsega več kot 2,5 milijona hektarjev na vzhodu države, v središču tako imenovanega Pamirskega vozla, stičišča najvišjih gorskih verig na evrazijski celini. Sestavljajo ga visoke planote na vzhodu in na zahodu strmi vrhovi, nekateri od njih visoki več kot 7000 metrov, ter se odlikuje z ekstremnimi sezonskimi temperaturnimi nihanji. Med 1085 ledeniki, popisanimi na tem območju, je najdaljši dolinski ledenik zunaj polarnega območja, ki šteje tudi 170 rek in več kot 400 jezer. V parku raste bogata flora jugozahodnih in srednjeazijskih florističnih regij, ki je zavetje redkih in ogroženih ptic in sesalcev (Ovis ammon polii, snežni leopard in sibirski kozorog ter drugi). Park je podvržen pogostim močnim potresom, zato je redko poseljen in ga kmetijstvo in stalna človeška naselja praktično ne prizadenejo. Ponuja edinstveno priložnost za preučevanje tektonike plošč in pojavov subdukcije. |
| Svilna pot: koridor Zerafšan-Karakum*           |       | Okrožja pod jurisdikcijo centralne vlade in regija Sughd          | 1675; ii, iii, v (kulturno) | 2023     | Koridor Zarafšan-Karakum je ključni del svilne poti v Srednji Aziji, ki povezuje druge koridorje z vseh strani. 866-kilometrski koridor, ki je v razgibanih gorah, rodovitnih rečnih dolinah in nenaseljeni puščavi, poteka od vzhoda proti zahodu vzdolž reke Zerafšan in naprej proti jugozahodu po starodavnih karavanskih cestah, ki so prečkale puščavo Karakum do oaze Merv. Po svilni poti je od 2. stoletja pr. n. št. do 16. stoletja n. št. potekal velik del izmenjave med vzhodom in zahodom, po njej se je prenašala velika količina blaga. Ljudje so tu potovali, se naseljevali, osvajali ali bili poraženi, zaradi česar je postal talilni lonec etničnih skupin, kultur, religij, znanosti in tehnologij. Na sliki je starodavni Panjakent. |
| Gozd Tugai v naravnem rezervatu Tigrovaya Balka |       | regija Khatlon                                                    | 1685; ix (naravno)          | 2023     | Ta lokacija je med rekama Vakhš in Panj v jugozahodnem Tadžikistanu. Rezervat vključuje obsežne obvodne tugajske ekosisteme, peščeno puščavo Kaška-Kum, vrh Buritau in gorovje Hoddža-Kazijon. Sestavlja ga vrsta poplavnih teras, prekritih z aluvialnimi tlemi, ki obsegajo rečne tugajske gozdove z zelo specifično biotsko raznovrstnostjo v dolini. Tugajski gozdovi v rezervatu predstavljajo največji in najbolj neokrnjen tugajski gozd te vrste v Srednji Aziji in je edino mesto na svetu, kjer se je ekosistem azijskega topolovega tugaja ohranil v prvotnem stanju na tako velikem območju. |
| Kulturna dediščina starodavnega Khuttala        |       | regija Khatlon                                                    | 1627; ii, iii (cultural)    | 2025     | Starodavni Khuttal je bilo srednjeveško kraljestvo med rekama Pandž in Vakhš ter vzpetinami Pamirja. Dediščina vključuje deset najdišč in en spomenik, ki odražajo njegovo vlogo od 7. do 16. stoletja v trgovini na svilni poti. Khuttal je prispeval dragoceno blago, kot so sol, zlato, srebro in konje, ter služil kot središče kulturnih, verskih in tehnoloških izmenjav. Njegovi raznoliki arheološki ostanki – budistični templji, palače, naselja, proizvodna središča in karavanseraji – ponazarjajo njegov strateški pomen in živahne interakcije s sosednjimi imperiji. |

## Poskusni seznam
Poleg lokacij, vpisanih na Seznam svetovne dediščine, lahko države članice vodijo seznam predhodnih lokacij, ki jih lahko upoštevajo za nominacijo. Nominacije za Seznam svetovne dediščine so sprejete le, če je bila lokacija že prej uvrščena na predhoden seznam. Tadžikistan je do leta 2025 na svoj predhoden seznam uvrstil petnajst lokacij.
- Mavzolej "Amir Khamza Khasti Podshoh" (1999)
- Starodavno mesto Takhti-Sangin (1999)
- Starodavno mesto Baitudasht IV (1999)
- Mavzolej "Khoja Maškhad" (1999)
- Budistični samostan Ajina-Tepa (1999)
- Mavzolej Hodže Našrona (1999)
- Starodavno mesto Pjanjekent (1999)
- Mavzolej "Muhammad Bašoro" (1999)
- Starodavno mesto Šahristan (Kahkakha) (1999)
- Gorovje Fann (2006)
- Zakaznik Kusavlisaj (2006)
- Državni rezervat Dašti Djum (2006)
- Državni rezervat Zorkul (2006)
- Mesta svilne poti v Tadžikistanu (2013)
- Svilna pot: koridor Fergana-Sir Darja (2023)